# Claudio Ciccia
Claudio Fabián Ciccia Ourdin (Montevideo, 11 aprile 1972) è un ex calciatore uruguaiano, di ruolo attaccante.

## Biografia
Nato a Montevideo, Uruguay, dopo aver giocato in patria, milita in varie società calcistiche in El Salvador, Costa Rica, Honduras, Italia e Spagna.
Ritiratosi dal calcio giocato, apre un'agenzia immobiliare a Valencia, Spagna. Sposato con Fabiana, ha tre figli: Valentina, nata in Uruguay; Alexandro, nato in Costa Rica; Micaela, nata a Valencia.

## Carriera
Inizia la carriera agonistica nel Liverpool Montevideo, società che lascia nel 2002 per giocare nel Deportivo Maldonado. Dal 1994 al 1996 gioca nel Club Atlético Juventud de Las Piedras.
Nel 1996 lascia l'Uruguay per l'El Salvador, ove gioca per l'Alianza Fútbol Club. Nel 1998 torna in patria per militare nuovamente nel Liverpool Montevideo.
Nel 1999 passa al Municipal Puntarenas, esordendovi il 17 ottobre dello stesso anno. La prima segnatura tra le file dei chuchequeros la realizzò il 31 ottobre seguente, nella vittoria per 1 a 0 contro l'Herediano.
Dopo due anni di militanza nel Municipal Puntarenas, passa all'Ajaluense.
Con l'Ajaluense partecipa alla Coppa Merconorte 2000, competizione in cui segnerà tre reti, venendo però eliminato con i suoi nella fase a gironi.
Nel 2002 passa al Club Sport Cartaginés, società con cui vince il titolo di capocannoniere della Primera División de Costa Rica 2002-2003 con 41 reti segnate, diventando insieme a Errol Daniels, il miglior marcatore assoluto in una singola stagione.
Nel 2003 si trasferisce in Honduras per giocare con il Real España. L'anno seguente ritorna al Club Sport Cartaginés.
Nel 2004 ritorna in patria, per militare nuovamente nel Club Atlético Juventud de Las Piedras.
Nel 2006 passa al Chioggia Sottomarina, sodalizio italiano, con cui ottiene l'ottavo posto del girone D della Serie D 2005-2006.
Nello stesso anno passa al Burjassot, ove militerà sino al ritiro dall'attività agonistica l'anno seguente.